# Mirbelia seorsifolia
Mirbelia seorsifolia là một loài thực vật có hoa trong họ Đậu. Loài này được (F.Muell.) C.A.Gardner miêu tả khoa học đầu tiên.